# Exosoma congoanum
Exosoma congoanum es una especie de insecto coleóptero de la familia Chrysomelidae.
Fue descrita científicamente en 1915 por Weise.